# Genevieve Artadi

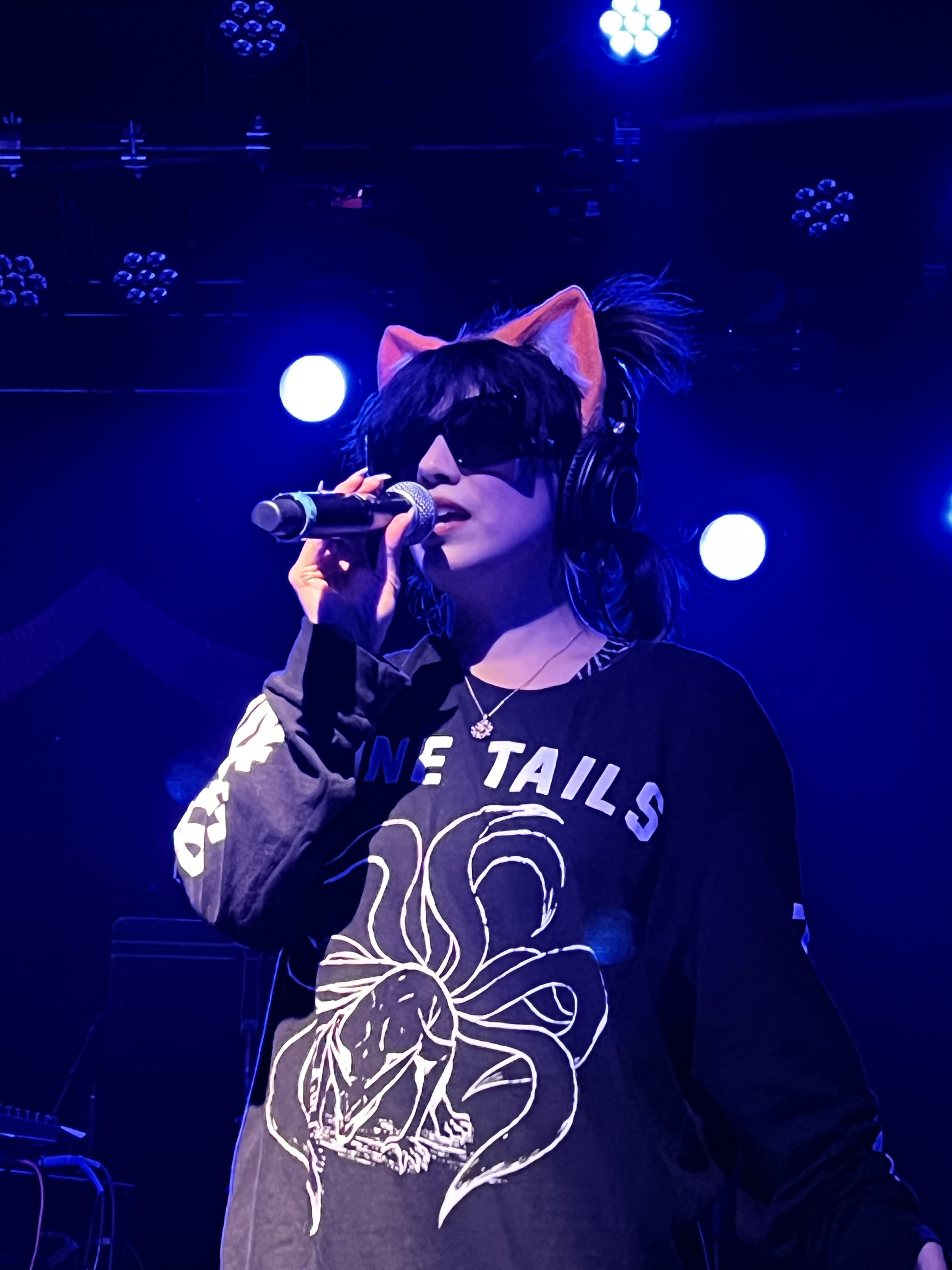
Genevieve Artadi (2024)

Genevieve Artadi (* 1. Juli 1982 in Los Angeles) ist eine amerikanische Singer-Songwriterin, Keyboarderin und Produzentin und Regisseurin von Musikvideos. Sie wurde zunächst als Teil des elektronischen Jazzfunk-Duos Knower bekannt, arbeitete aber auch mit Snarky Puppy, Jacob Collier oder Thundercat. Ihre Songs werden auch als die „Jazzstandards der Zukunft“ angepriesen.

## Leben und Wirken
Artadi wuchs in einer Musikerfamilie auf; ihre Eltern, die von den Philippinen stammten, spielten in Popbands an der Westküste der Vereinigten Staaten. Während der Kindheit zog sie daher häufig um. Als Schülerin erhielt sie klassischen Klavierunterricht. In ihrem Abschlussjahr an der Highschool trat sie einer Band bei, die wie Massive Attack klingen wollte. An der California State University, Northridge, machte sie ihren Bachelor-Abschluss im Jazzstudiengang, bevor sie ihr Studium an der California State University, Long Beach, fortsetzte.
Artadi bildete dann mit dem Elektronikmusiker Adam Weissman und dem Gitarristen Anthony Cava (ihrem Cousin) die Band Pollyn, in der sie sang und Bass und Keyboard spielte. 2003 veröffentlichte Pollyn die EP Songs for Sale, anschließend drei Alben, beginnend mit This Little Night (2009). Daneben gründete Artadi 2009 mit dem Multiinstrumentalisten Louis Cole das Duo Knower, das zunächst mit Cover-Videos von Britney Spears und Justin Bieber Aufmerksamkeit im Internet erzeugte. 2010 erschien ihr Debütalbum Louis Cole and Genevieve Artadi, dem weitere Alben wie Let Go (2013) folgten, die Dubstep- und EDM-Einflüsse in einen „maximalistischem Pop“ integrierten.
2015 veröffentlichte Artadi ihr selbstproduziertes erstes Soloalbum Genevieve Lalala mit Songs, „die nach Chupa Chups-Lollies schmecken – nach Cola, gekünstelt, aber geil genug, um mehr davon zu craven“. Das Duo Knower, das sich live teilweise zu einer Band erweitert, veröffentlichte 2016 sein viertes Album Life. Snarky Puppy spielte mehrfach mit ihm. 2019 lud die WDR Big Band das Duo auf das Jazzfest Bonn ein und spielte dessen Titel in Arrangements von Bob Mintzer. Auch arbeiteten sie mit der Norrbotten Big Band.
Artadi wirkte daneben auch auf Alben des Gitarristen Allen Hinds, des Bassisten Sam Wilkes, des Sängers Jacob Collier und anderer mit. 2017 lud Pedro Martins sie zum SWR New Jazz Meeting nach Baden-Baden ein, wo sie mit Sebastian Gille, David Binney, Frederico Heliodoro und Antonio Loureira und ihm zusammenarbeitete; auf dem resultierenden Doppelalbum Spider’s Egg (Jazzhaus) finden sich auch Kompositionen von ihr.
Artadis zweites Album unter eigenem Namen, Dizzy Strange Summer, an dem Cole, Wilkes und Binney mitwirkten, erschien 2020 bei Brainfeeder. Ihr folgendes Album Forever Forever (2023), das „wie ein Kurzurlaub von konventionellen Formatradio-Harmonien klingt,“ nahm sie mit Musikern wie Cole, Chiquita Magic (Gesang/Keyboards) und Pedro Martins (Gitarre, Gesang) auf.

## Diskographische Hinweise
- Genevieve Lalala (2015)
- Pedro Martins, Genevieve Artadi, David Binney, Sebastian Gille, Frederico Heliodoro, Antonio Loureiro: Spider’s Egg (SWR Newjazz Meeting 2017) (Jazzhaus 2019)
- Dizzy Strange Summer (2020)
- Forever Forever (2023)